# Vuelta a Chile
La Vuelta a Chile (it. Giro del Cile) era una corsa a tappe maschile di ciclismo su strada svoltasi in Cile con cadenza annuale dal 1976 al 2017.
Corsa per la prima volta nel 1976, fino al 1995 rimase riservata ai dilettanti. Solo dall'edizione 1996 fu disputata a livello professionistico e dal 2005 al 2017 ha fatto parte del circuito continentale americano.

## Albo d'oro
Aggiornato all'edizione 2017.
| Anno      | Vincitore             | Secondo                 | Terzo                   |
| --------- | --------------------- | ----------------------- | ----------------------- |
| 1976      | Giovanni Fedrigo      | Guido Van Calster       | Franco Preda            |
| 1977      | Antonio Londoño       | Luis Manrique           | Hernán Donneys          |
| 1978      | Norberto Cáceres      | José Patrocinio Jiménez | Alberto Minetti         |
| 1979      | Alfonso Flórez Ortiz  | José Patrocinio Jiménez | Antonio Londoño         |
| 1980      | Plinio Casas          | Fernando Vera           | Sergio Aliste           |
| 1981      | Marc Somers           | Alexi Grewal            | Roberto Muñoz           |
| 1982      | Julio Alberto Rubiano | Alexi Grewal            | José Patrocinio Jiménez |
| 1983      | Roberto Muñoz         | Miguel Droguett         | Steve Tilford           |
| 1984      | Renan Ferraro         | Antônio Silvestre       | Carlos Correa           |
| 1985      | Federico Moreira      | Fernando Vera           | Jaime Bretti            |
| 1986      | José Dario Hernández  | Gabriel Sabbiao         | Wanderley Magalhães     |
| 1987      | Peter Tormen          | Fabio Acevedo           | Carlos Neira            |
| 1988      | Fernando Vera         | Gustavo de los Santos   | Gilson Rangel           |
| 1989      | Julio César Ortegón   | Édgar Humberto Ruiz     | Héctor Palacio          |
| 1990      | Sergej Suchoručenkov  | Omar Trompa             | Henry Ortiz             |
| 1991      | Pavel Tonkov          | Marco Milesi            | Marcelo Agüero          |
| 1992      | Jurij Surkov          |                         |                         |
| 1993-1994 | non disputato         | non disputato           | non disputato           |
| 1995      | Luis Ricardo Mesa     | Gustavo Figueredo       | Jamil Suaidem           |
| 1996      | Christophe Moreau     | Pascal Hervé            | Félix García Casas      |
| 1997      | Patrice Halgand       | Félix García Casas      | Pascal Hervé            |
| 1998      | José Ramón Uriarte    | Andrej Kivilëv          | Marcel Wüst             |
| 1999      | Luis Sepúlveda        | Marcio May              | Luis Romero Amarán      |
| 2000      | Luis Sepúlveda        | Richard Rodriguez       | José Alfredo Medina     |
| 2001      | David Plaza           | Andrej Sartasov         | Gonzalo Garrido         |
| 2002      | Gonzalo Salas         | Marcello Aguero         | Edgardo Simon           |
| 2003      | Marco Arriagada       | José Alfredo Medina     | Jorge Giacinti          |
| 2004      | Marco Arriagada       | José Alfredo Medina     | Marcelo Arriagada       |
| 2005      | Edgardo Simon         | Gonzalo Salas           | Marco Arriagada         |
| 2006      | Andrej Sartasov       | Jorge Giacinti          | Luis Sepúlveda          |
| 2007-2010 | non disputato         | non disputato           | non disputato           |
| 2011      | Gonzalo Garrido       | Sergio Godoy            | Vicente Muga            |
| 2012      | Patricio Almonacid    | Félix Cárdenas          | Gonzalo Garrido         |
| 2013-2016 | non disputato         | non disputato           | non disputato           |
| 2017      | Nicolás Paredes       | Cristhian Montoya       | Efrén Santos            |